# Magnus Rauschmayr

Magnus Rauschmayr

Magnus Rauschmayr (* 3. Februar 1875 in Pürgen bei Landsberg am Lech; † 18. August 1928 ebenda) war ein deutscher Politiker (BB).

## Leben
Rauschmayr besuchte die Volksschule. Von 1889 bis 1892 wurde er an der Musikschule ausgebildet. Danach arbeitete er als selbständiger Diplomlandwirt.
Bei den Reichstagswahlen vom Juni 1920 zog Rauschmayr auf Reichswahlvorschlag des Bayerischen Bauernbundes (BB), dem er als Kreisvorsitzender in seiner Heimat angehörte, in den ersten Reichstag der Weimarer Republik ein, dem er bis zur Wahl vom Mai 1924 angehörte. Daneben war Rauschmayr Bezirksrat, Vorstandsmitglied des Landwirtschaftlichen Vereins, Vorstandsmitglied der Bezirksfeuerwehr und Landesbauernrat in der Berufsvertretung.
Am 18. August 1928 starb Magnus Rauschmayr im Alter von 53 Jahren in seiner Geburtsgemeinde Pürgen bei Landsberg am Lech.